# Черненцин-Подуховни
Черненцин-Подуховни (пол. Czernięcin Poduchowny) — село в Польщі, у гміні Туробин Білґорайського повіту Люблінського воєводства.
Населення — 308 осіб (2011).
У 1975-1998 роках село належало до Замойського воєводства.

## Демографія
Демографічна структура станом на 31 березня 2011 року:
|          | Загалом | Допрацездатний вік | Працездатний вік | Постпрацездатний вік |
| -------- | ------- | ------------------ | ---------------- | -------------------- |
| Чоловіки | 153     | 29                 | 95               | 29                   |
| Жінки    | 155     | 26                 | 78               | 51                   |
| Разом    | 308     | 55                 | 173              | 80                   |